# Leges Aelia et Fufia
Droit romain et lois romaines
Les leges Aelia et Fufia (aussi appelées lex Aelia et Fufia ou lex Aelia Fufia) sont deux lois romaines votées autour de 150 av. J.-C. ou de 132 av. J.-C.. Ces lois étendent le droit à l'obnuntiatio, c'est-à-dire l'usage de présages pour obtenir le report d'une séance d'une assemblée, à tous les magistrats. Ces lois sont abrogées en 58 av. J.-C. par les Leges Clodiae (en).  

## Voir également
- Droit romain
- Liste des lois romaines